# Ponttor

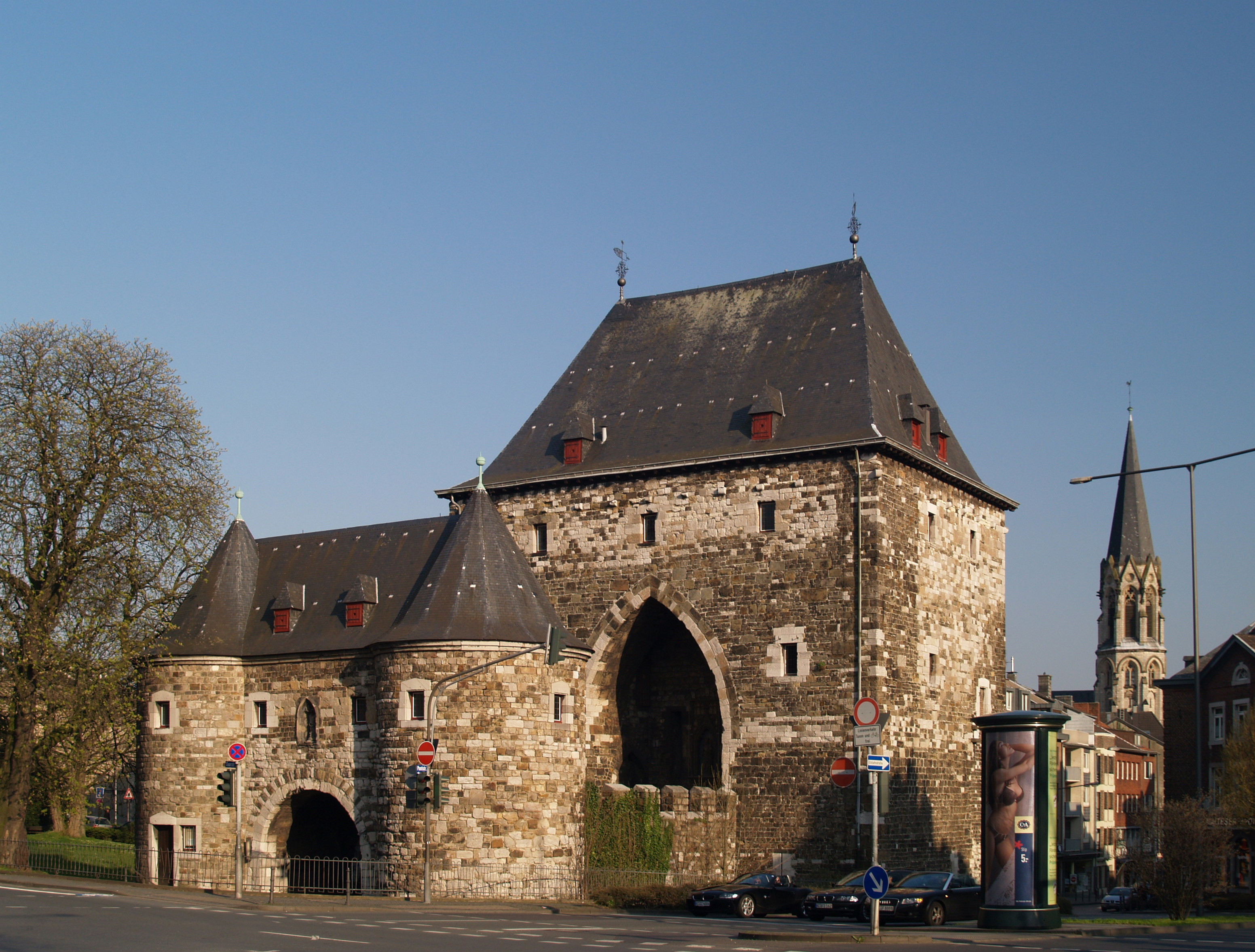
Ponttor met voorliggende poort

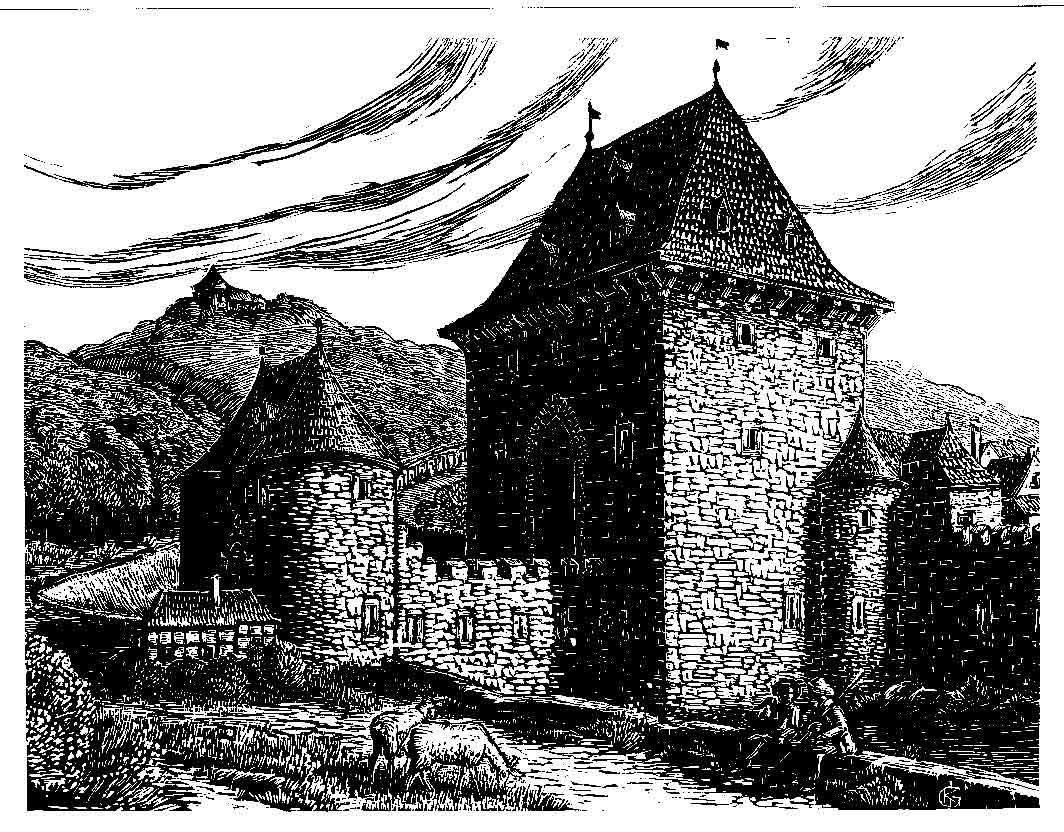
Ponttor in vermoedelijk 18e eeuw, houtsnede van K. J. Gollrad

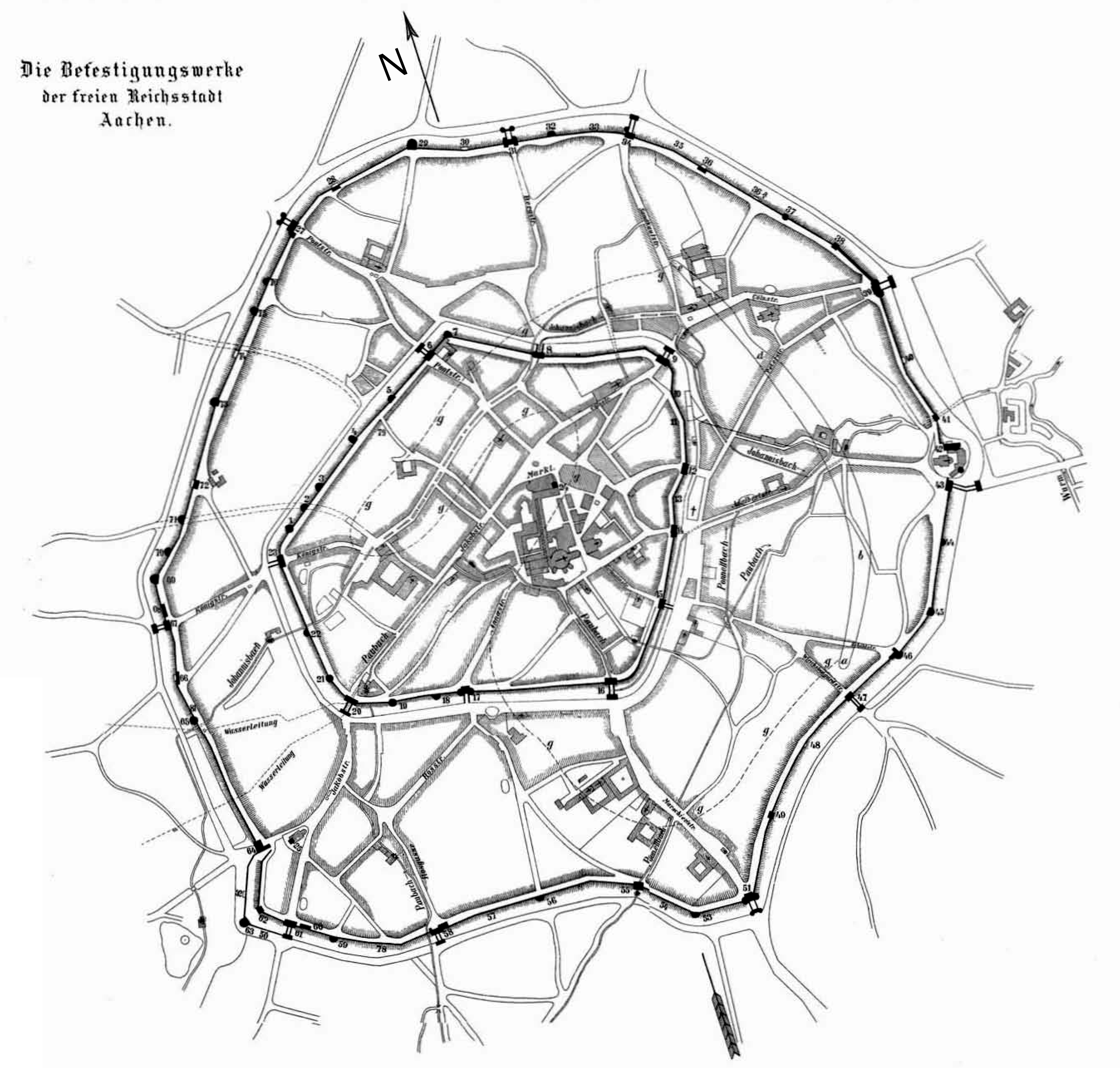
Overzicht van de vestingwerken in Aken. Nummer 27 is de Ponttor.

De Ponttor, in de 17e/18e eeuw ook Brückenpforte of Brückenthor genoemd, is een stadspoort gebouwd in de 14e eeuw en maakte deel uit van de buitenste stadsmuren van de Duitse stad Aken.

## Ligging
De Ponttor behoorde tot de vier belangrijkste poorten (Ponttor, Kölntor, Marschiertor en Jakobstor) van de in de veertiende en vijftiende eeuw gebouwde vestingwerken als onderdeel van de buitenste stadsmuren rondom Aken, de zogenaamde Gotische Mauer. Ze is gelegen aan het uiteinde van de Pontstraße. De Ponttor had als equivalent in de binnenste stadsmuren de Pontmitteltor. De beide poorten waren onderling rechtstreeks met elkaar verbonden via de Pontstraße.
Ze is het meest westelijke van de drie noordelijke stadspoorten van de buitenste stadsmuren van de stad Aken.
De oostelijke twee noordelijke poorten waren de Bergtor en de Sandkaultor. De Ponttor is samen met de Marschiertor in het zuiden een van de twee torens die nog bestaan van de elf stadspoorten die de voormalige vrije rijksstad Aken rijk was, die door de vrije rijksstadse stadssoldaten en stadsmilities werden bewaakt. De stadspoort werd aan het begin van de 14e eeuw gebouwd als nieuwe nederzettingen en kerken buiten de oude stadsmuur waardoor een tweede stadsmuur noodzakelijk werd.
Tussen de Königstor (in het westen) en de Ponttor stonden er zes muurtorens: Langer Turm, Burtscheider Turm, Beguinenturm, Gregoriusturm, Bongartsturm en Krückenturm. Tussen de Königstor en de Pfaffenturm (daar ten zuiden) bevond zich de enige met naam bekende erker van de Akense stadsmuren, de Wandlaus. Tussen de Ponttor en de Bergtor bevinden zich een van de wachthuizen van de Akense stadsmuren, de weertoren Marienturm en een erker van de Akense stadsmuren.

## Geschiedenis
De Ponttor werd voltooid in 1320.
In 1735 werd de Ponttor tijdelijk als school gebruikt totdat het eerste schoolgebouw in de stad opgetrokken werd.
Tijdens de Franse bezetting werden als gevolg van Napoleons instructies om de militaire betekenis van Aken te minimaliseren, werden in het eerste kwart van de 19e eeuw de stadsmuren en de vele poorten geslecht. Als een van de weinige onderdelen van de buitenste muren bleven de poorten Ponttor en de Marschiertor behouden.

## Opbouw
De Ponttor bestaat uit een rechthoekige poortgebouw met drie verdiepingen. In het hoge hoofdportaal zijn zowel een valhek als mezekouwen aanwezig. Een bruggengang met kantelen (dwingel) die toentertijd over de gracht lag, was aan de voorkant door een poort met twee torens versterkt (barbacane). Het bouwmateriaal bestaat uit kalkzandsteen en grauwacke en het framewerk is in lichtere kalksteen opgetrokken.

## Verklaring van de naam
Aken werd vroeger door verschillende rivieren en beken doorkruist, maar niet in de nabijheid van de Ponttor, hoewel de naam wel herinnert aan het Latijnse "pons" voor brug. In werkelijkheid werd in Aken eerst de stadsdelen en daarna de straten een naam gegeven. De naam van de Ponttor is dus afkomstig van het stadsdeel Pontviertel waarin het gelegen was. Dit stadsdeel dankt zijn naam aan een brug. In de Romeinse tijd lagen de stadsversterkingen waar zich tegenwoordig de Annuntiatenbach ligt. Op die plek kon men de stad in noordelijke richting verlaten over een brug over uitgebreide moerassen. De later in dit gebied gebouwde gebouwen werden daaropvolgend Pontviertel genoemd, omdat ze voorbij de brug lagen, waarmee de naam van de toren wordt verklaard.

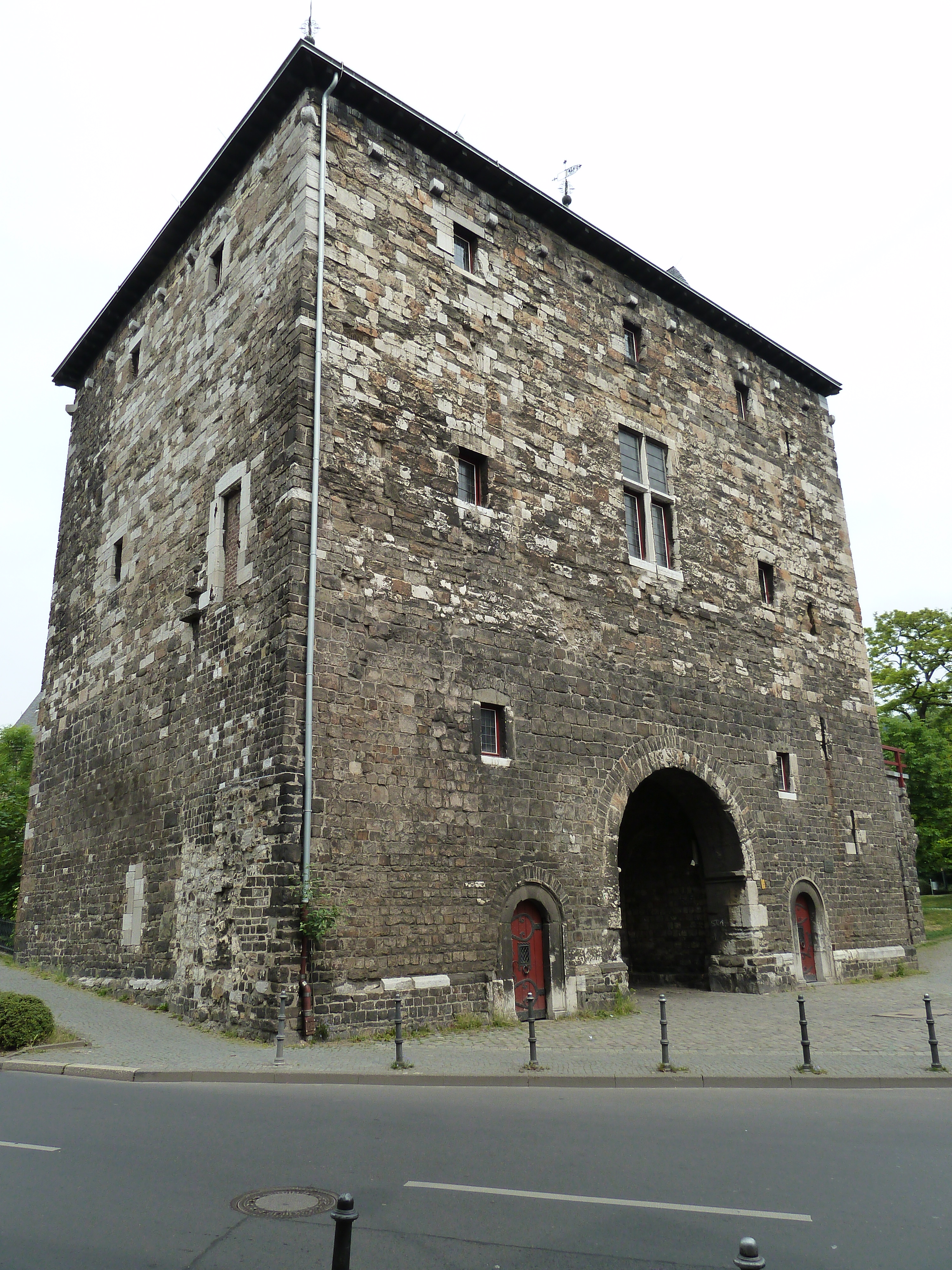
Stadszijde (zuiden)
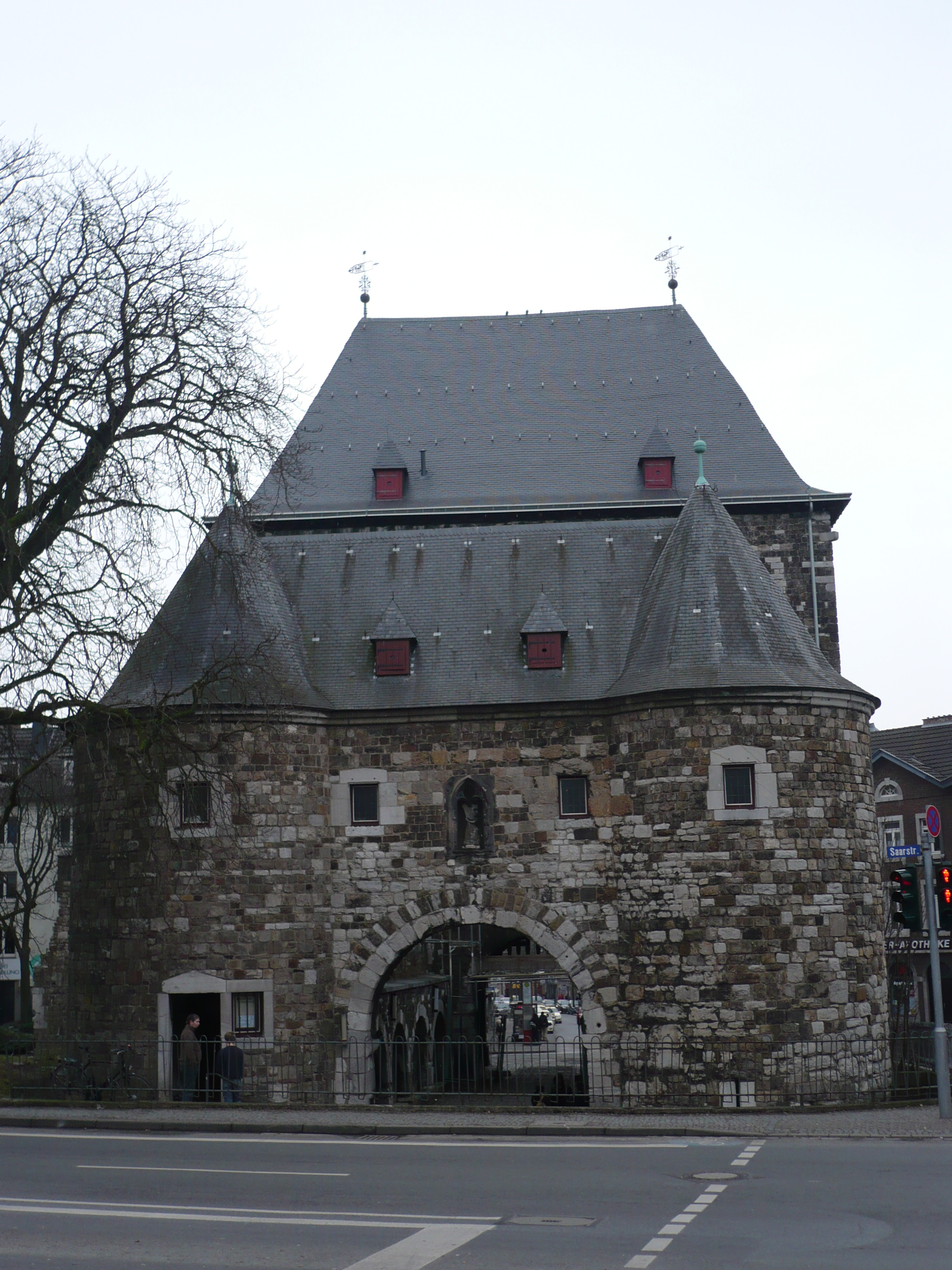
Buitenzijde (noorden)
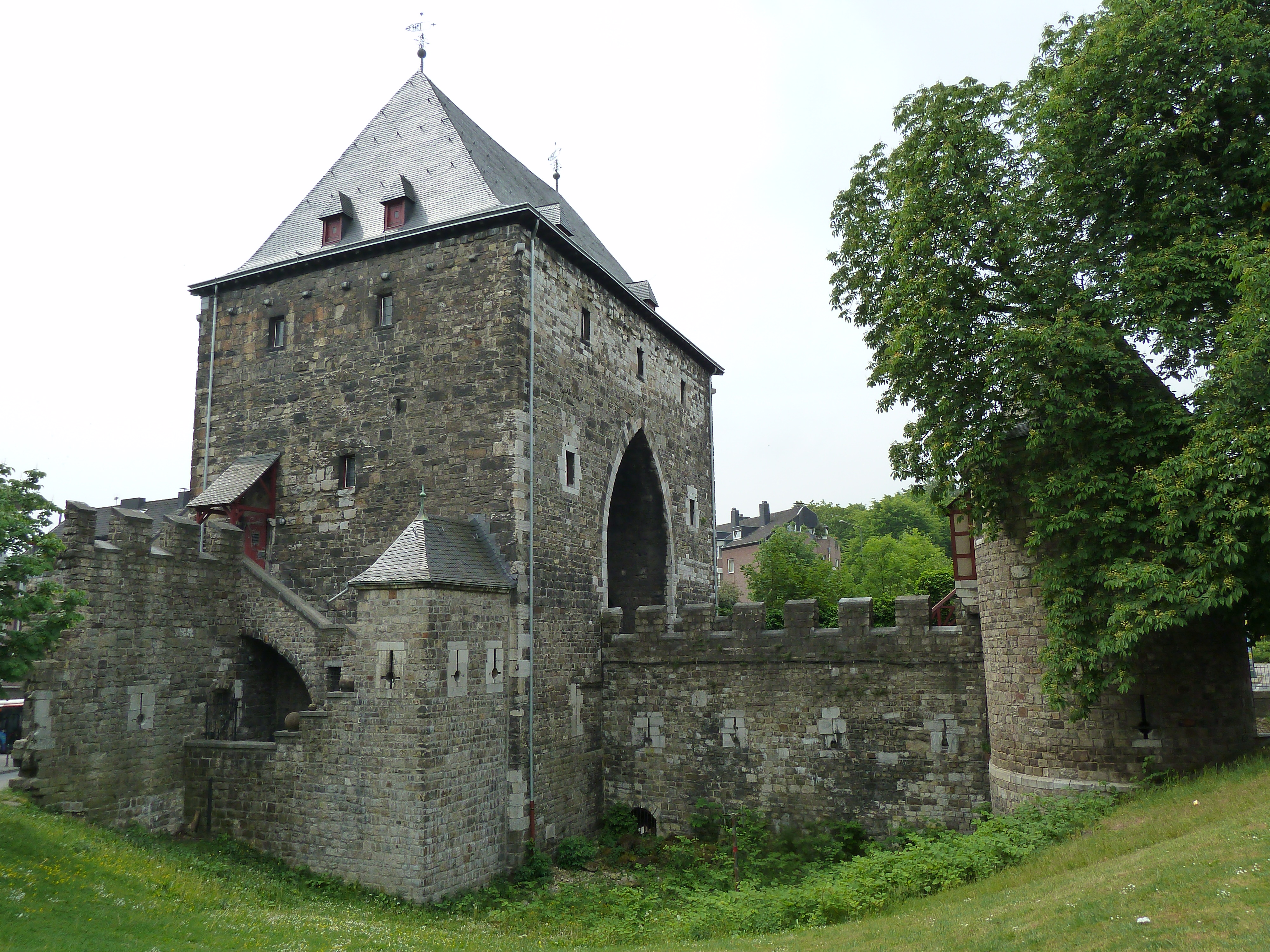
Blik vanuit het oosten
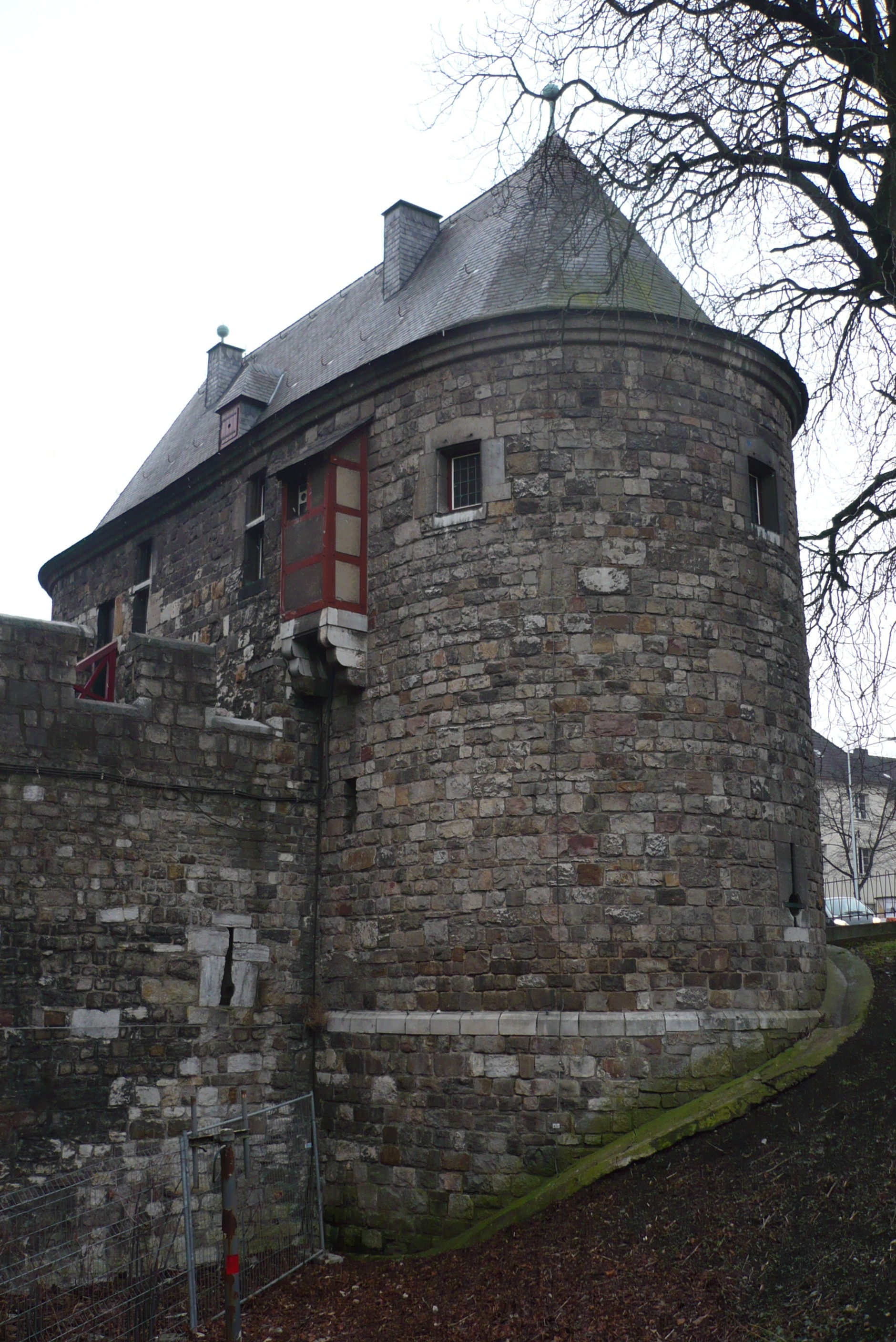
Voorpoort, gezien vanuit het oosten
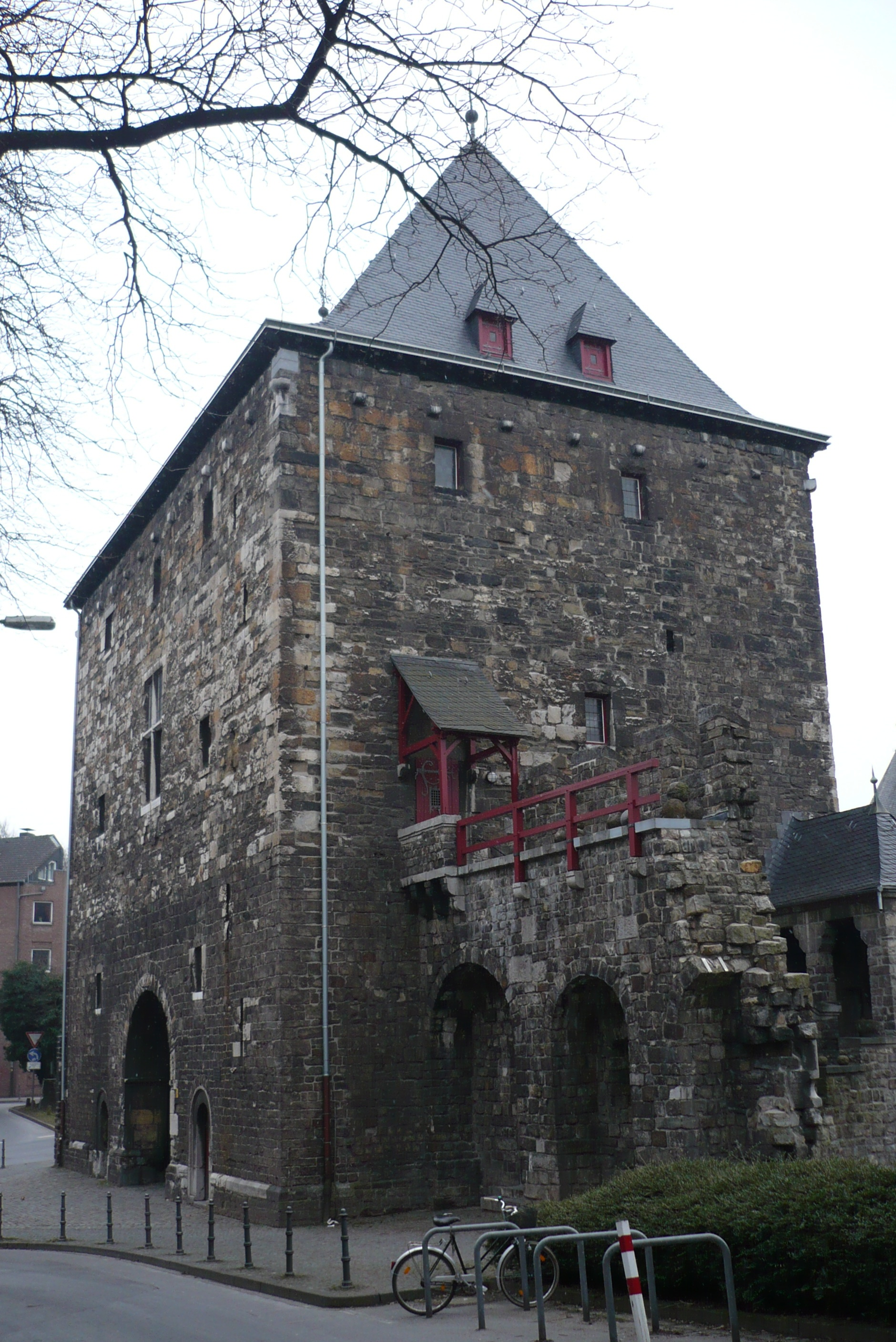
Muuraanbouw in het zuidoosten,blik op de stadszijde
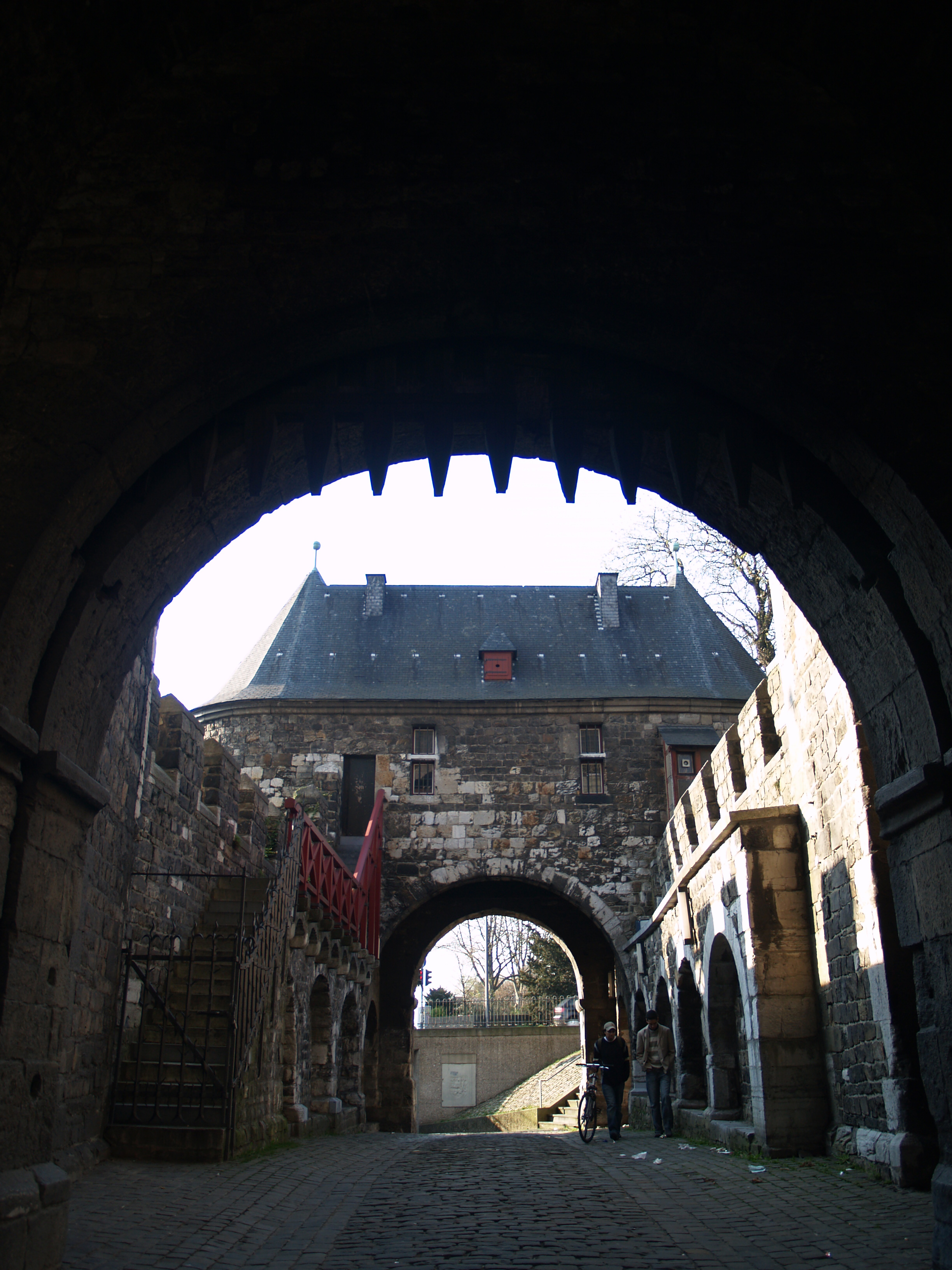
Ponttor, dwingel met blik op de voorste poort
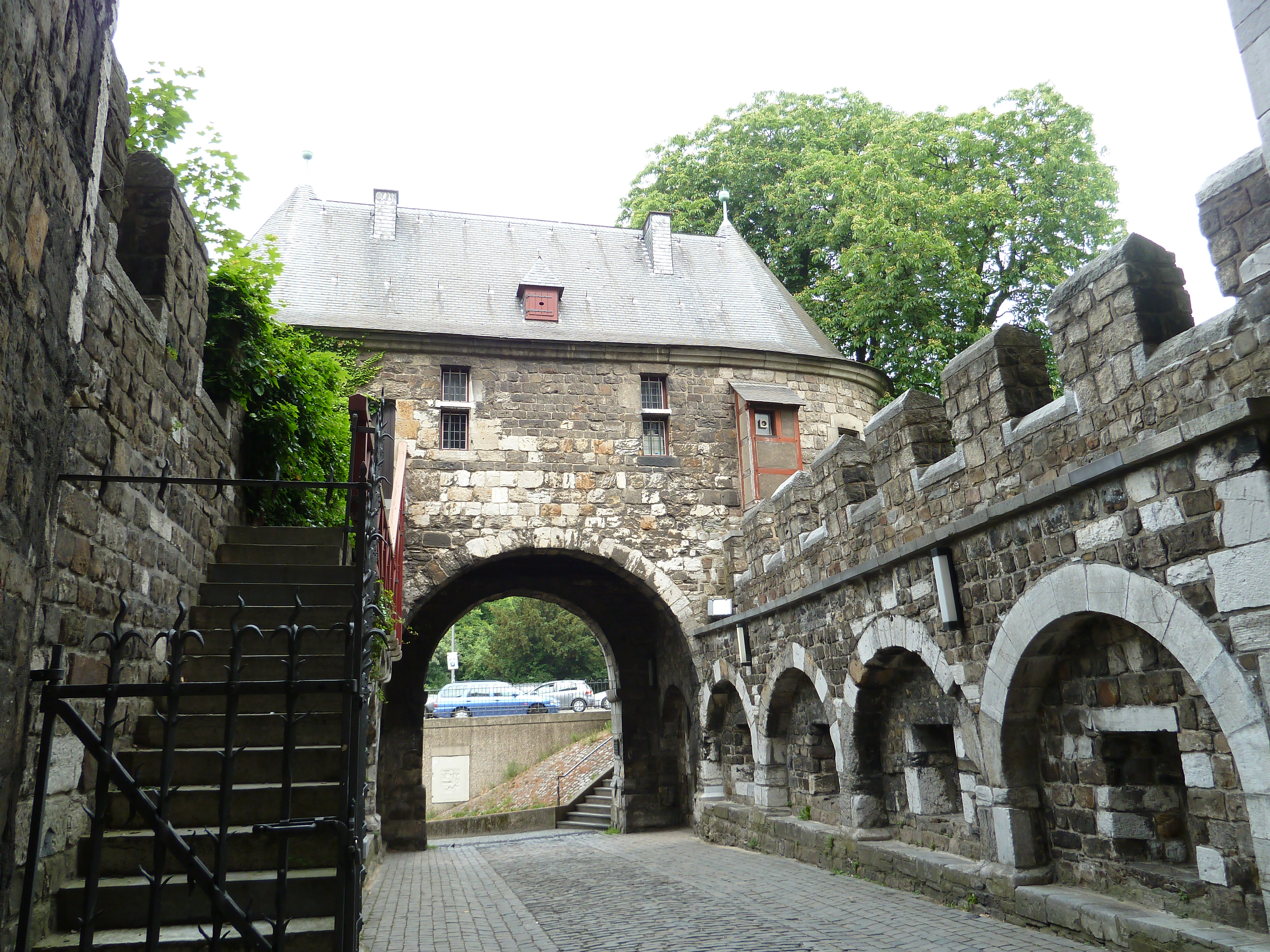
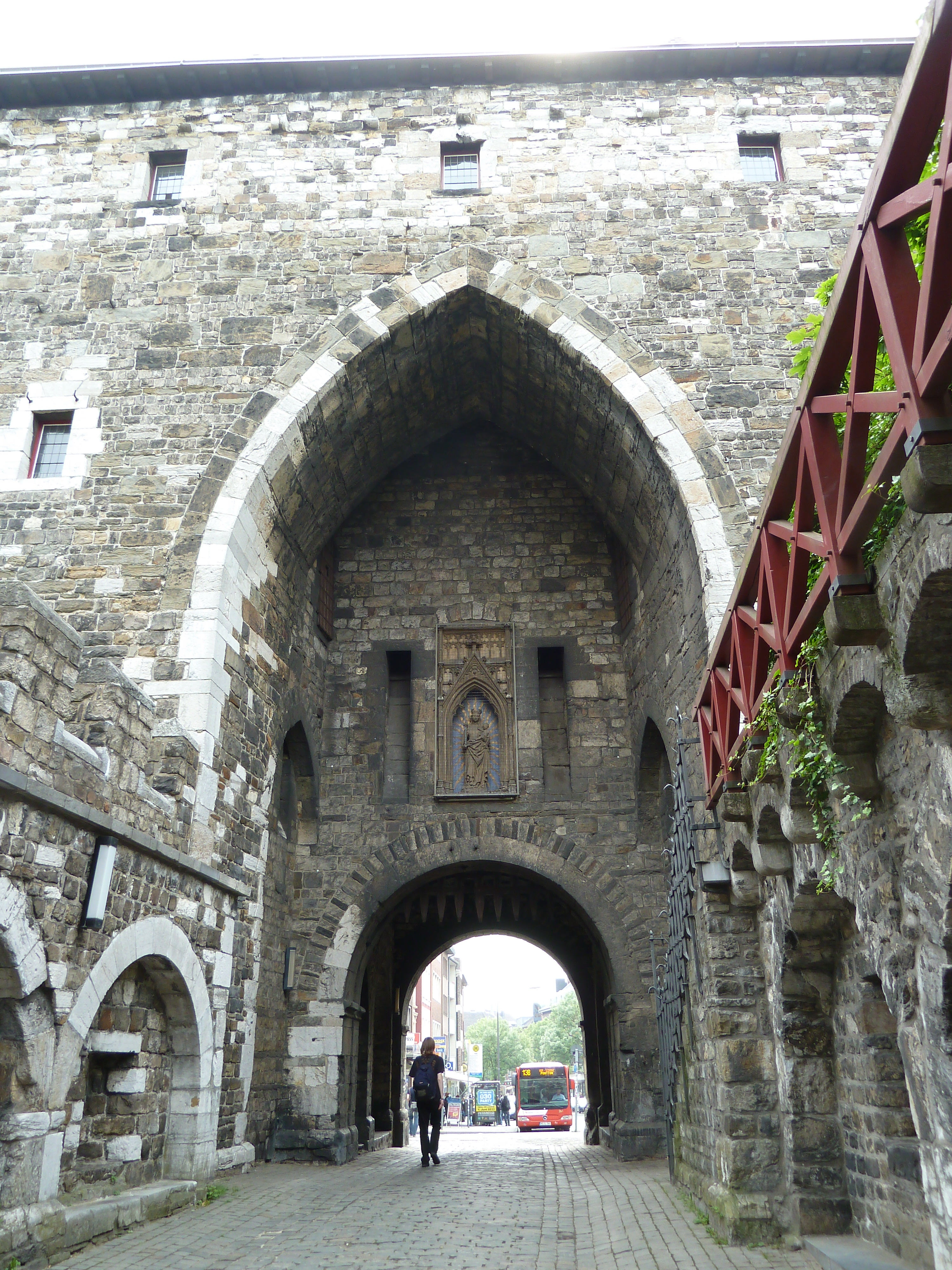
Maria als patroonheilige in de boog van de hoofdpoort, dwingel-zijde